# Rizia Rahman
Rizia Rahman (bengalisch রিজিয়া রহমান; 28. Dezember 1939 in Bhabanipur – 16. August 2019 in Dhaka) war eine bengalische Autorin, die vor allem für ihre Romane bekannt wurde. Ihr Roman Rokter Okkhor wurde unter dem Titel Letters of Blood ins Englische übersetzt, ebenso mehrere ihrer Kurzgeschichten. Sie erhielt zahlreiche Preise, unter anderem wurde sie 2019 mit dem Ekushey Padak ausgezeichnet.

## Leben und Werk
Rizia Rahman verfasste über 50 Romanen und zahlreichen Kurzgeschichten, ebenso Kinderbücher und Essays. Sie verwob dabei immer wieder historische Ereignisse wie die Unruhen nach der Teilung Indiens, den Befreiungskampf Bangladeschs oder Naturkatastrophen mit ihren Geschichten, häufig waren die Figuren ihrer Romane durch Erlebnisse der Zeitgeschichte in ihrem eigenen Leben beeinträchtigt. So sind einige der Hauptfiguren ihres Romans Rokter Okkhor Frauen, deren Lebensweg nach solchen Erlebnissen in ein Bordell führte. Generell thematisierte Rizia Rahman häufig die ungerechte Verteilung von Besitz, sie ergriff in ihren Texten Partei für unterdrückte und vernachlässigte Bevölkerungsgruppen und zeigte auf, wie sie Teil von geschichtlichen Ereignissen sind. Ihr Schreiben wurde von russischen und französischen literarischen Vorbildern beeinflusst.
Rizia Rahman wurde in Bhabanipur im heutigen Westbengalen geboren. Ihre Familie zog 1947 nach der Teilung Indiens nach Bangladesch, in das damalige Ostbengalen. Bereits mit acht Jahren begann sie Geschichten zu schreiben, die erste davon wurde veröffentlicht, als sie zwölf war. Ihre Schullaufbahn verlief unregelmäßig aufgrund häufiger Umzüge der Familie. Rizia Rahman schloss ein Wirtschaftsstudium an der Universität von Dhaka ab. Nach ihrer Heirat lebte Rizia Rahman zeitweise in Belutschistan. 1967 erschien ihr erstes Buch, eine Kurzgeschichtensammlung mit dem Titel Ogniswakkhora. Neben ihrem eigenen literarischen Schaffen war Rizia Rahman Herausgeberin des literarischen Magazins Tribhuj, Treuhänderin des Nationalmuseums von Bangladesch und Mitglied des Vorstands der Bangla Academy. Rizia Rahman erlag am 16. August 2019 im Apollo Krankenhaus in Dhaka den Folgen einer Krebserkrankung.

## Publikationen (Auswahl)

### Romane
- 1977: Uttar Purush
- 1978: Rokter Okkhor (Letters of Blood), Bong Theke Bangla
- 1980: Alikhito Upakhyan, Surja Sabuj Rakta, Shhilay Shilay Agun, Aranyer Kache, Dhabal Jyotsna
- 1984: Ghar-Bhanga-Ghar, Ekal Chirokal
- 1985: Prem Amar Prem
- 1986: Jharer Mukhomukhi, Ekti Phuler Janya
- 1988: Shudhu Tomader Janya
- 1989: He manab Manabi
- 1994: Harun Phereni
- 2011: Nodi Nirobodhi

### Romane in Englischer Übersetzung
- 2016: Letters of Blood

### Kurzgeschichtensammlungen
- 1967: Ogniswakkhora
- 2004: Dura Kothao
- 2010: Caged in Paradise and Other Stories

### Kinderbücher
- 2011: Ajab Ghorir Deshe

## Auszeichnungen
- 1978: Bangla Academy Literary Award
- 1984: Jessore Sahitya Parishad Puraskar
- 1985: Bangladesh Lekhak Sangha Sahitya Padak
- 1990: Kamar Mushtari Sahitya Padak
- 1995: Anannya Literature Award
- 2019: Ekushey Padak